# Vitim (Lena)
De Vitim (Russisch: Витим) is een 1978 kilometer lange zijrivier van de Lena in Oost-Siberië.
De rivier ontstaat op ongeveer 100 kilometer ten oosten van het Baikalmeer in de oostelijke uitlopers van het Ikatgebergte door de samenloop van de rivieren Vitimkan en Tsjina. Deze samenloop bevindt zich op ongeveer 200 kilometer van Bagdarin. Vanaf daar stroomt de Vitm eerst door Boerjatië, vervolgens langs haar grens met de kraj Zabajkalski en in de benedenloop stroomt de Vitim door de oblast Irkoetsk.
De rivier baant zich eerst een weg door het Vitimplateau, stroomt vervolgens noordwestelijk langs het Jablonovygebergte en daarna in hoofdzakelijk noordoostelijke richting door het Stanovojplateau, om bij de gelijknamige plaats Vitim uit te monden in de Lena via een binnendelta. De rivier wordt regelmatig bevaren tot op 300 kilometer van de monding. In de rivier bevinden zich watervallen.
De belangrijkste stad aan de Vitim is Bodajbo. Er zijn plannen voor de bouw van een Vitim-cascade, waarvan de geplande waterkrachtcentrale Mokskaja onderdeel vormt.
In de bedding van de rivier zijn jade, goud en mica aangetroffen.

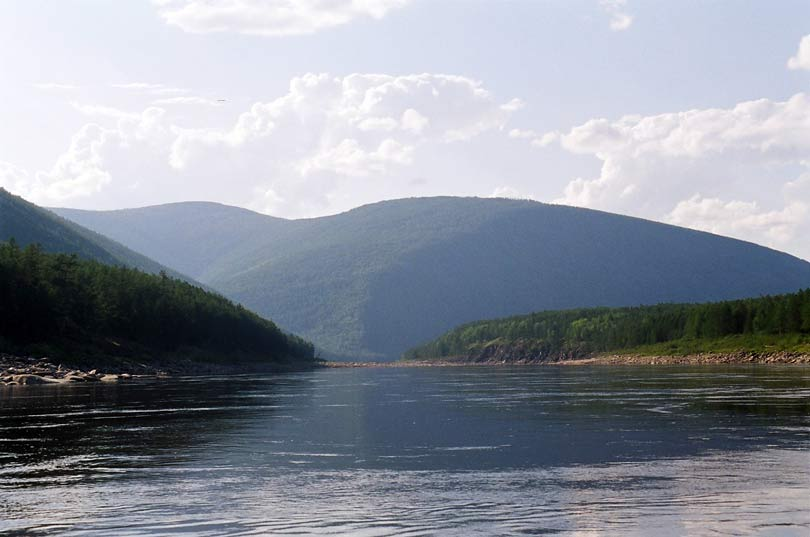
De Vitim voorbij haar zijrivier de Bamboejka

- Gemeinsame Normdatei: 4479436-8
- Virtual International Authority File: 315136942